# Johann Michael Hermann Harras
Johann Michael Hermann Harras (* 12. Januar 1762 in Hamburg; † 3. Mai 1833 in Salzhausen) war ein deutscher evangelisch-lutherischer Theologe und Pädagoge.

## Leben
Harras wurde als Sohn des Hamburger Kaufmanns Johann Nikolaus Harras (1705–1779) und der Katharina Rüdiger (1741–1815) in Hamburg geboren.
Harras besuchte die Gelehrtenschule des Johanneums und ab 1779 das Akademische Gymnasium in Hamburg. Ab 1781 studierte er Theologie an der Universität Erlangen und ging 1782 an die Universität Leipzig. Hier schloss er sein Studium 1784 ab, kehrte nach Hamburg zurück und wurde unter die Kandidaten des Hamburger Ministeriums aufgenommen. Anfangs arbeitete er in Hamburg als Privatlehrer, wurde am 9. Februar 1791 zum Prediger in Uelzen erwählt und 1806 vom Konsistorium in Hannover nach Salzhausen geschickt. Hier verwaltete er bis zu seinem Lebensende 1833 das Predigeramt an der Sankt-Johannis-Kirche.

## Familie
Harras heiratete 1793 Anna Clarissa Misler (* 1765), die jüngste Tochter des Hamburger Oberaltensekretärs Johann Gottfried Misler (1720–1789) aus dessen Ehe mit Maria Schramm (1734–1777).

## Werke (Auswahl)
- Rede an meine Landgemeinde am Tage des Friedensfestes dem siebenten Sonntage nach Trinitatis 1814 gehalten. 1814 (Online bei Google Books).
- Lehrbuch der christlichen Religion für die höhere Erziehung. Hahn, Hannover 1817 (Online bei Google Books).
- Leerboek van den christelijken godsdienst voor het hooger onderwijs. W. van Boekeren, Groningen 1823 (Digitalisat bei Google Books – Übersetzung aus dem Deutschen).
- Grundriß der christlichen Religionslehre. Nach dem Lehrbuche der christlichen Religion für die höhere Erziehung. Hahn, Hannover 1819 (Online bei Google Books).